# Pascual Luna Parra
Pascual Luna Parra (Biar, 27 febbraio 1963) è un ex calciatore spagnolo, di ruolo centrocampista.

## Carriera
Ha giocato nella prima divisione spagnola.

## Palmarès

### Club

#### Competizioni nazionali
- Segunda División: 1

Hercules: 1995-1996